# Danica Fink-Hafner
Danica Fink-Hafner, slovenska politologinja, * 3. februar 1959, Tuzla, Bosna in Hercegovina
Diplomirala je 1981 in doktorirala 1990 na Fakulteti za sociologijo, politične vede in novinarstvo v Ljubljani, kjer je od leta 1982 tudi zaposlena. Leta 2000 je bila na Fakulteti za družbene vede v Ljubljani izvoljena za redno profesorico. V raziskovalnem delu se je posvetila analizi politik, analizi političnih strank in interesnih skupin. Bila je pobudnica in prva predstojnica katedre za analizo politik in javno upravo ter predstojnica Centra za politološke raziskave v Ljubljani. Napisala je več knjižnih del, številne znanstvene članke pa je objavila tudi v tujem tisku.
Njen mož je Mitja Hafner-Fink. 

## Izbrana bibliografija
- Slovensko kmetijstvo in Evropa (COBISS)
- Lobiranje in njegova regulacija (COBISS)
- Parlamentarne volitve 2000 (COBISS)
- Politične stranke (COBISS)
- Nova družbena gibanja - subjekti politične inovacije (COBISS)
- The open method of coordination : a view from Slovenia (COBISS)
- Uvod v analizo politik : teorije, koncepti, načela (COBISS)
- Izvajanje evropske regionalne politike v Sloveniji : doktorska disertacija / Damjan Lajh (COBISS)